# William George Spencer
(William) George Spencer (1790–1866) est un maître d'école et tuteur anglais, connu comme écrivain mathématique.

## Biographie
Né à Derby en 1790, il est le fils de Matthew Spencer (1762–1827), maître d'école à Derby, et de sa femme Catherine Taylor ; Thomas Spencer (1796–1853) est son frère cadet. Il fait ses études à l'école de son père à Derby. Après avoir aidé son père, il commence, à l'âge de 17 ans, à prendre des élèves privés en algèbre, Euclide, astronomie, physique et autres matières mathématiques, et continue à enseigner toute sa vie. En tant qu'éducateur, il est noté comme un disciple de Johann Pestalozzi, et pour son enseignement aux filles, qui constituent au moins la moitié de ses élèves, sans différence de programme. Cependant, la maladie l'oblige à abandonner l'enseignement scolaire vers 1825 et il s'installe à Nottingham, où il se lance dans le commerce de la dentelle. Il retourne ensuite à Derby, pour travailler comme tuteur.
Spencer est secrétaire de la Société philosophique de Derby. Dissident qui se dispute avec les méthodistes locaux, il fréquente une maison de réunion quaker . Il meurt en mars 1866.

## Travaux

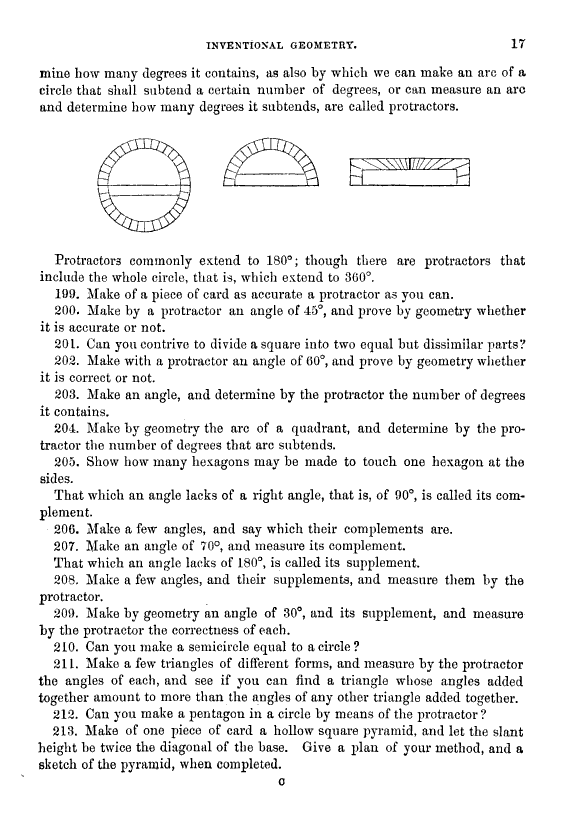
Page de Géométrie Inventionnelle (1860) de William George Spencer

Dans Inventional Geometry (1860), Spencer enseigne la géométrie élémentaire par une transition progressive du concret à l'abstrait, une méthode maintenant considérée comme ayant au moins une génération d'avance sur son temps. Le livre est republié en 1892 par son fils et est largement adopté comme manuel. Il écrit également qu'il est l'auteur de A System of Lucid Shorthand, dont le manuscrit est achevé à partir de 1843 et publié pour la première fois en 1894.

## Famille
De sa femme Harriet, fille de John Holmes, qu'il épouse en 1819, Spencer a un fils plus connu, Herbert Spencer.